# La descente d'Orphée aux enfers
La descente d'Orphée aux enfers H.488 (A descida de Orfeu ao Inferno) é uma ópera de câmara em dois atos de Marc-Antoine Charpentier. Foi composta possivelmente no início de 1686 para ser apresentada ao Delfim de França. O autor cantou na estréia o papel de Orfeu.
O libreto, de autor desconhecido, narra a história de Orfeu em busca de seu amor Eurídice. Os personagens são:
- Orfeu, tenor
- Eurídice, soprano
- Plutão, baixo-barítono
- Prosérpina, soprano
- Íxion, haute-contre
- Apolo, baixo-barítono
- Aretusa, contralto
- Tântalo, tenor
- Dafne, soprano
- Enone, soprano
- Títie, baixo-barítono